# Auferstehungskirche (Günzburg)

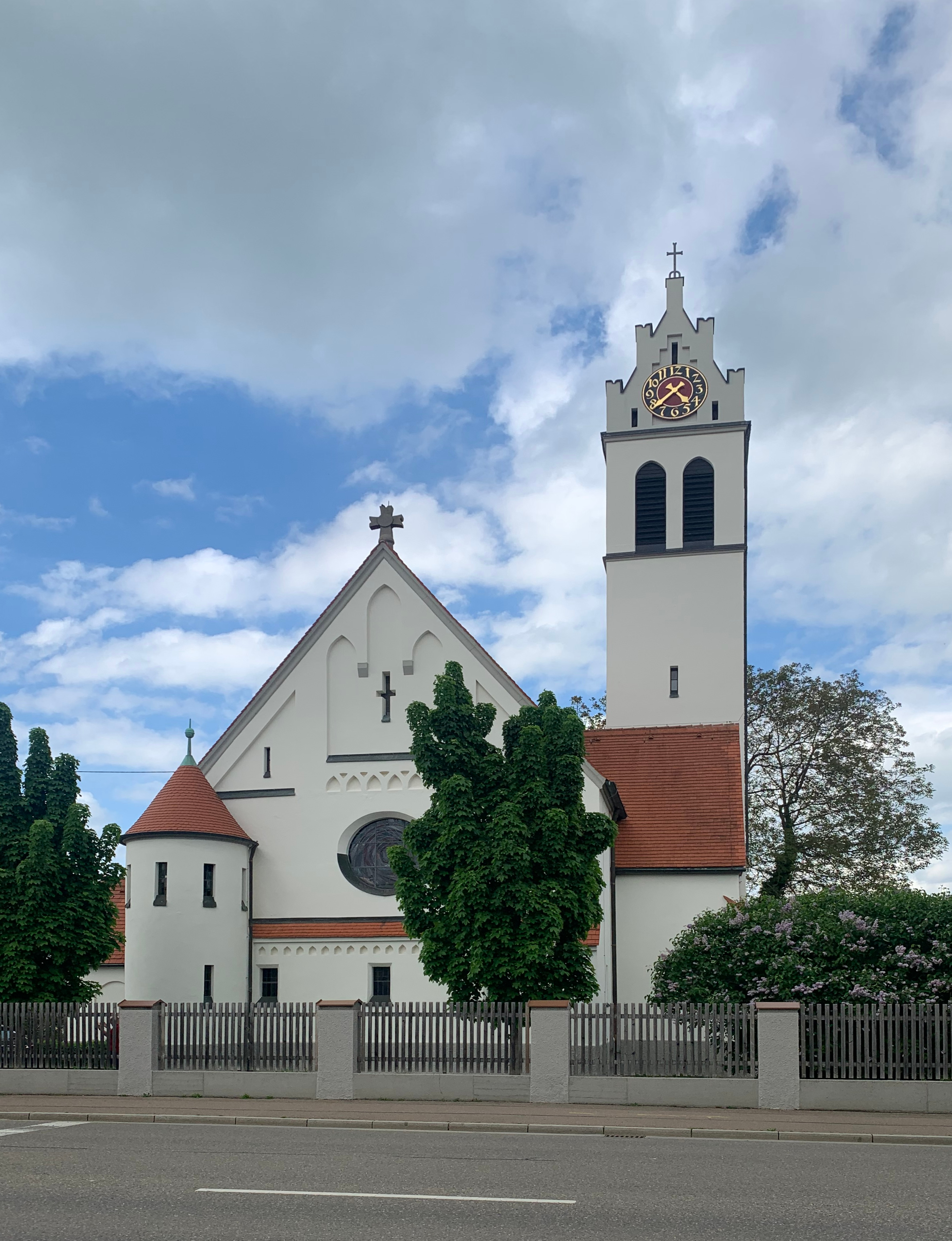
Auferstehungskirche in Günzburg

Die evangelisch-lutherische  Auferstehungskirche steht in Günzburg, Kreisstadt des schwäbischen Landkreises Günzburg in Bayern. Das Bauwerk ist in der Liste der Baudenkmäler in Günzburg als Baudenkmal unter der Nr. D-7-74-135-10 eingetragen. Die Pfarrei gehört zum Dekanat Neu-Ulm im Kirchenkreis Augsburg der Evangelisch-Lutherischen Kirche in Bayern.

## Beschreibung
Die neugotische Saalkirche wurde 1902/03 nach Plänen von Günther Blumentritt und Fritz Koch errichtet. Sie besteht aus einem Langhaus, einem eingezogenen, dreiseitig geschlossenen Chor im Nordosten, einem Anbau mit zwei Achsen an der Ostwand des Langhauses, in dem die Empore eingebaut wurde, und einem Chorflankenturm an der Nordostwand und der Sakristei an der Nordwestwand des Chors. Das Portal befindet sich neben einem Treppenturm an der Südwestecke des Langhauses. Das oberste Geschoss des Chorflankenturms beherbergt den Glockenstuhl, seine Staffelgiebel, zwischen denen sich das Satteldach befindet, die Zifferblätter der Turmuhr. 
Der Innenraum des Langhauses ist mit einer Flachdecke überspannt, der des Chors mit einem Sterngewölbe.